# Русская женская гимназия (Выборг)
Выборгская русская женская гимназия — среднее общеобразовательное заведение, действовавшее в 1883—1918 годах в Выборге. Здание бывшей гимназии в центре города Выборга на углу Крепостной улицы и Ленинградского проспекта включено в перечень памятников архитектуры.

## История
Длительное время в Выборге отсутствовало среднее русское учебное заведение для девочек: основанная при императрице Екатерине II женская гимназия была вначале немецкоязычной, а затем шведоязычной. Русские девочки могли получить только начальное образование в Гейденской школе. Вопрос об открытии русской женской гимназии был поднят В. И. Ассоновым, преподавателем реального училища, открытого в 1882 году. В. И. Ассонов обратился к представителям русской общины Выборга с предложением о создании школы (на первом этапе — прогимназии, затем — гимназии) на паевой основе. Быстро составился круг заинтересованных лиц (в основном, военных и купцов): к осени 1883 года было уже 23 пайщика, а собранная сумма составила 6600 финляндских марок. Председателем учредительного комитета прогимназии, избранного 1 июля 1883 года, стал директор реального училища Г. И. Сербулов. Для временного размещения прогимназии был арендован дом Неустроевых на Екатерининской (ныне Крепостной) улице.
При участии генерал-губернатора Финляндии графа Ф. Л. Гейдена и председателя совещательного комитета по делам русских училищ в Финляндии А. Л. Гагемейстера было получено официальное разрешение на открытие частного учебного заведения, а также материальное пособие в 2500 финляндских марок из средств Военного министерства. Торжественное открытие женской прогимназии состоялось 17 августа 1883 года.
Учебная программа прогимназии соответствовала принятой в четырёхклассных женских гимназиях Ведомства учреждений императрицы Марии; в качестве иностранных языков преподавались французский и немецкий, а за отдельную плату могли также изучаться шведский и финский языки. Право на поступление имели дети всех сословий и вероисповеданий. Примечательно, что обучение проходили не только русские девочки. Например, из 65 учащихся первого учебного года было 60 православных (12 мальчиков и 48 девочек), 4 лютеранина (2 мальчика и 2 девочки), 1 иудей (мальчик).
Первоначальный педагогический коллектив состоял из 10 человек, в том числе трёх преподавателей реального училища, дававших уроки на безвозмездной основе. Согласно тогдашним правилам, учительницами могли быть только незамужние женщины; выходившие замуж лишались места. В должности начальницы прогимназии 9 мая 1884 года была утверждена С. В. Елистратова, бывшая преподавательница женской гимназии в Гельсингфорсе. В том же году было принято решение о строительстве собственного учебного здания. Один из пайщиков, коммерции советник К. П. Яковлев вызвался самостоятельно построить здание, а затем на выгодных условиях продать его гимназии. Для этого им был приобретён участок на углу Екатерининской улицы и Александровского (ныне Ленинградского) проспекта. Активное участие в делах гимназии приняли военные власти: осенью 1885 года председателем Учредительного комитета был избран комендант Выборгской крепости генерал-майор М. А. Духонин; тогда же, на этапе внутренних отделочных работ, к надзору за строительством был привлечён военный инженер Эрнст Карлович фон Лезедов, успешно занимавшийся реконструкцией Выборгского замка.
С 19 июня 1886 года высочайшим повелением императора Александра III Выборгская русская частная женская прогимназия была преобразована в казённую семиклассную гимназию и подчинена Министерству народного просвещения Российской империи. Этот учебный год она начала уже в новом здании. Автор проекта двухэтажного каменного здания гимназии в русском стиле, обращённого фасадом к зданию шведской женской гимназии, неизвестен. Первоначально в нём было 16 помещений, в том числе 10 учебных классов. В 1894 году в здание гимназии были подведены водопровод и газовое освещение (позже заменённое электрическим).
В сентябре 1891 года в гимназии был учреждён восьмой дополнительный класс — педагогический: по его окончании выпускницы могли стать учительницами начальных школ. В дальнейшем, в связи с ростом числа учащихся, было принято решение о расширении здания: в 1901—1903 годах со стороны Екатерининской улицы была возведена пристройка, спроектированная архитектором А. Н. Йоссой. С этого времени в здании было уже 26 комнат.
После С. В. Елистратовой второй и последней начальницей женской гимназии стала М. В. Левкович (1912—1918). В связи с революционными событиями и провозглашением независимости Финляндии, после массовых убийств нефинского населения Выборга в ходе Гражданской войны в Финляндии работа русской женской гимназии была прекращена. Позже в здании открылся реальный лицей (совместная средняя школа) — единственное русское учебное заведение, действовавшее в период пребывания Выборга в независимой Финляндии.
Пострадавшее в ходе советско-финских войн (1939—1944) бывшее здание гимназии стало частью комплекса зданий Выборгского городского профессионально-технического училища № 3 (в 1970—1984 годах — Среднее городское профессионально-техническое училище № 3, в 1984—1989 годах — Среднее профессионально-техническое училище № 203, в 1989—1993 годах — Профессиональное техническое училище № 203, в 1993—1999 годах — Ленинградский областной профессиональный лицей «Александровский», в 1999—2006 годах — Профессиональный лицей № 3 «Александровский», а с 2006 года — Выборгский политехнический колледж «Александровский»). В результате послевоенного ремонта надстроенное третьим этажом здание было новой пристройкой соединено с бывшим зданием Выборгского реального училища и приспособлено под общежитие. При этом был заложен парадный вход, изменена форма кровли и устранены некоторые элементы фасадного декора.